# Sullivan County (Missouri)
Das Sullivan County ist ein County im US-amerikanischen Bundesstaat Missouri. Im Jahr 2020 hatte das County 5999 Einwohner und eine Bevölkerungsdichte von 3,6 Einwohnern pro Quadratkilometer. Der Verwaltungssitz (County Seat) ist Milan.

## Geografie
Das County liegt fast im äußersten Norden von Missouri, ist etwa 30 km von Iowa entfernt und hat eine Fläche von 1687 Quadratkilometern, wovon 1 Quadratkilometer von Wasserfläche eingenommen wird. An das Sullivan County grenzen folgende Nachbarcountys:
| Mercer County | Putnam County |              |
|               |               | Adair County |
| Grundy County | Linn County   |              |

## Geschichte

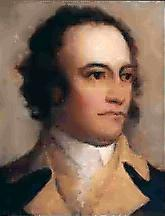
John Sullivan

Das Sullivan County wurde 1845 gebildet. Benannt wurde es nach dem gleichnamigen County in Tennessee oder nach John Sullivan (1740–1795), einem General im Amerikanischen Unabhängigkeitskrieg und dritten Gouverneur von New Hampshire.

## Demografische Daten
Nach der Volkszählung im Jahr 2010 lebten im Sullivan County 6714 Menschen in 2642 Haushalten. Die Bevölkerungsdichte betrug 4 Einwohner pro Quadratkilometer.
Ethnisch betrachtet setzte sich die Bevölkerung zusammen aus 88,7 Prozent Weißen, 0,5 Prozent Afroamerikanern, 0,7 Prozent amerikanischen Ureinwohnern, 0,1 Prozent Asiaten sowie aus anderen ethnischen Gruppen; 1,2 Prozent stammten von zwei oder mehr Ethnien ab. Unabhängig von der ethnischen Zugehörigkeit waren 18,6 Prozent der Bevölkerung spanischer oder lateinamerikanischer Abstammung.
In den 2642 Haushalten lebten statistisch je 2,52 Personen.
24,2 Prozent der Bevölkerung waren unter 18 Jahre alt, 58,8 Prozent waren zwischen 18 und 64 und 17,0 Prozent waren 65 Jahre oder älter. 48,9 Prozent der Bevölkerung war weiblich.
Das jährliche Durchschnittseinkommen eines Haushalts lag bei 30.459 USD. Das Prokopfeinkommen betrug 16.633 USD. 21,1 Prozent der Einwohner lebten unterhalb der Armutsgrenze.

## Ortschaften im Sullivan County
Citys
| - Browning1 - Green City - Greencastle | - Harris - Milan - Newtown |

Villages
- Humphreys
- Osgood
- Pollock

Unincorporated Communities
| - Bairdtown - Boynton - Bute - Cora | - Mystic - Owasco - Pennville - Reger | - Sidney - Sorrell - Winigan |

1 – teilweise im Linn County

## Gliederung
Das Sullivan County ist in zwölf Townships eingeteilt:
| Township               | Einwohner (2010) | FIPS     |
| ---------------------- | ---------------- | -------- |
| Bowman Township        | 395              | 29-07678 |
| Buchanan Township      | 174              | 29-09280 |
| Clay Township          | 410              | 29-14536 |
| Duncan Township        | 385              | 29-20386 |
| Jackson Township       | 438              | 29-36152 |
| Liberty Township       | 210              | 29-42374 |
| Morris Township        | 186              | 29-50024 |
| Penn Township          | 1208             | 29-56918 |
| Pleasant Hill Township | 142              | 29-58430 |
| Polk Township          | 2910             | 29-58880 |
| Taylor Township        | 98               | 29-72538 |
| Union Township         | 158              | 29-75022 |